# Fiannamail
Fiannamail (auch: Fiannamail mac Conall) († 700) war in den Jahren 698 bis 700 König des iro-schottischen Reiches Dalriada.
Fiannamail war der Sohn von Conall II. und damit Bruder des früheren Königs Maelduin. Er folgte 698 auf König Ainbcellach und regierte zwei Jahre. Sein Nachfolger wurde Selbach.